# Sakko Runge
Sakko (Swiatosław) Wasiljewicz Runge (ros. Са́кко (Святослав) Васи́льевич Ру́нге; ur. 1927, zm. 2003) – radziecki pisarz. Autor książek dla dzieci oraz scenariuszy do filmów rysunkowych. 

## Życiorys
W 1951 roku ukończył Instytut Literacki imienia A.M. Gorkiego. W latach 1942–1954 redaktor w gazecie „Sowietskoje iskusstwo”, współpracował z „Litieraturnaja Gazieta”. Jako scenarzysta w animacji współpracował z reżyserem Borisem Diożkinem.

## Książki
- Wtoraja tajna zołotogo kluczika (1988)
- Ja nie choczu i nie budu (1989)
- Kubik i tiubik (1990)
- Leniwyj warienik (1999)
- Czji w lesu szyszki? (1999)

## Wybrane scenariusze filmowe
- 1964: Gol! Gol!
- 1971: Przygody młodych pionierów
- 1984: Nie chcę, nie będę

## Literatura
Runge S., Nie chcę, nie będę: Bajka filmowa, Wszechzwiązkowe Biuro Propagandy Sztuki Filmowej, Związek Filmowców ZSRR, 1988.